# 三宅唱
三宅唱（日语： Miyake Sho；1984年7月18日—）是日本電影導演。

## 生平
三宅唱出身於北海道札幌市，他很早便開始創作影像作品，初中時就在文化祭上放映自己拍攝的短片；他大學畢業自一橋大學社會學系，在此同時他也在東京電影學院修讀電影課程。
2012年，他的第2部劇情長片《回放》以大量長鏡頭描繪年近40歲仍對人生迷惘的男子穿越回學生時代，電影獲選入第65屆盧卡諾影展國際競賽單元。2017年，他則與專門放映古裝劇節目的電視頻道合作，拍攝完成時代劇電影《密使與看守人》。
2018年，他則受函館電影院CINEMA IRIS邀請，改編北海道作家佐藤泰志小說而完成第4部長片《你的鳥兒會唱歌》，本片於第69屆柏林影展論壇單元中放映，在海外受到許多好評，也獲選為電影旬報年度十大佳片第3名。2019年，受到山口縣山口市文化藝術中心的邀請，他完成拍攝當地3名青少年為主角的電影《野性之旅》。
2020年，他則完成恐怖片咒怨系列的前傳電視劇集《咒怨之始》，於串流平台Netflix上播映。2022年，以拳擊為題材、他的第6部長片《惠子不能輸》於第72屆柏林影展邂逅單元舉行世界首映。
2024年，他的第7部長片《長夜盡頭的微光》於第74屆柏林影展論壇單元放映。該片改編自作家濑尾麻衣子的同名小說《黎明前的全部》，由松村北斗、上白石萌音主演，2024年2月9日在日本當地上映。
2025年，他的第8部長片《旅途中的日子》於第78屆盧卡諾影展國際競賽單元世界首映，最終獲得最高榮譽金豹獎；是自小林政廣執導的《愛的預感》（2007年）後相隔18年獲得此獎的日本電影。

## 電影作品

### 劇情長片
- 2010年：《無路用之人》（やくたたず）
- 2012年：《回放（日语：Playback (映画)）》（Playback）
- 2017年：《密使與看守人》（密使と番人）
- 2018年：《你的鳥兒會唱歌》（きみの鳥はうたえる）
- 2019年：《野性之旅》（ワイルドツアー）
- 2022年：《惠子不能輸》（ケイコ 目を澄ませて）
- 2024年：《長夜盡頭的微光》（夜明けのすべて）
- 2025年：《旅途中的日子》（旅と日々）

### 電視劇集
- 2020年：《咒怨之始》（呪怨: 呪いの家；Netflix）
- 2022年：《神木隆之介的休工期》（神木隆之介の撮休；合導）

## 外部連結
- 三宅唱在互联网电影资料库（IMDb）上的資料（英文）